# Џарије
Џарије (арапски: جارية) су биле робиње конкубине у муслиманским земљама Блиског истока. Познате су у историји из ере Османског царства, где су постојале све до половине 19. века.

## Историја
Термин је генерално означавао жене које су заробљене током рата. То је остала формална дефиниција у муслиманском свету. Њихова права је регулисао исламски закон. Заробљавање жена је било дозвољено само током рата и на то се гледало праведно, јер је био рат против не-муслимана. Само жене које нису муслиманке су могле да буду робови, јер ислам забрањује ропство других муслимана.
У муслиманском закону, конкубинат је једино могућ када су у питању робиње. Џарије су морале да слушају свог мушког власника исто као што би и мужа. Син џарије би био рођен као слободан човек, али су девојчице рађане као робиње.

### Османско царство
Џаријски систем постојао је у Османском царству до 19. века. Џарије су биле познате и као "даме на чекању". Османски систем је формално следио изворни исламски закон, али се у пракси разликовао од њега. Османски систем је формално слиједио изворни исламски закон, али се у пракси разликовао од њега. Након што је Османско царство освојило већи део Блиског истока, и након што су ратови у хришћанској Европи стали, у пракси је било мало могућности за хватање жена ратовањем.
Због опште забране поробљавања муслимана, немуслиманске џарије су уместо тога испоручене османском тржишту као робиње из хришћанске Европе путем кримске трговине робљем и варварске трговине робљем.
Будући да су из немуслиманских земаља, с којима се Османско царство могло сматрати да је у пасивном рату, то се сматрало еквивалентним поробљеним ратним заробљеницима, а тиме и у складу с исламским законом.
Када је трговина руским робљем затворена након руског освајања Крима 1783, трговина робљем џарија доживела је још једну трансформацију. Од овог тренутка даље, већина џарија су биле Черкези са Кавказа, а мањи део њих долази из трговине белим робљем. Док су Черкези обично били муслимани, забрана ропства муслимана је у њиховом случају занемарена, а њихов изворни муслимански статус био је „јавна тајна“.
Џарије су се одувек сматрале сексуално доступним за господара куће, и ако је од њега родила дете, више се није могла продати. Уобичајено је да се џарије ослободи (манумитира). Међутим, преиспитивање није значило да је џарија слободна да једноставно напусти домаћинство. У муслиманском друштву, заснованом на родној сегрегацији, жене су живеле повучено, није постојала могућност да поробљена жена једноставно изађе из куће и шета по улици, јер слободна неудата жена без породице не би имала начина да се издржава. Уместо тога, манипулисање женом обично је значило да је за њу договорен брак; често се мушкарац који је ослободио жену сам оженио њоме, или је организовао да се уда за другог мушкарца.
Постојала је разлика између жена које су купљене да буду домаћице, муслиманке, и жена које су купили мушкарци; робиње које су формално биле у власништву, муслиманке, иако су биле легално доступне за господара куће, могла је продати и њена власница.
У првој половини 19. века ропство се у западном свету сматрало морално погрешним. Либерални султан Абдулмеџид I, који је био погођен овим ставовима, створио је законе против ропства међу своје западњачке реформе и формално забранио систем ропства џарије. Ово је, међутим, била формална забрана, а у стварности, систем џарије неформално се наставио практиковати до краја 19. века.